# Clément Turpin
Clément Тurpin (ur. 16 maja 1982 roku w Oulins) – francuski sędzia piłkarski. Od 2010 roku sędzia międzynarodowy.

## Kariera
Turpin od sezonu 2008/2009 prowadzi mecze francuskiej Ligue 1, a od 2010 roku także mecze międzynarodowe. Był arbitrem między innymi w meczu eliminacyjnym do Mistrzostw Świata 2014 w Brazylii Mołdawia-Ukraina, a także na Euro 2016 we Francji.
Sędziował na nim dwa mecze: Austria-Węgry, oraz Irlandia Północna-Niemcy. Prowadził również szereg spotkań w rozgrywkach Ligi Mistrzów i Ligi Europy
W maju 2016 roku, Turpin został uznany przez francuską federację piłkarską najlepszym sędzią w kraju.
Został także wyznaczony do sędziowania meczów Mistrzostw Świata 2018.

## Sędziowane mecze Mistrzostw Europy 2016
| Mecz                       | Data       | Miejsce                           | Runda        | Wynik | Żółta kartka | Czerwona kartka |
| -------------------------- | ---------- | --------------------------------- | ------------ | ----- | ------------ | --------------- |
| Austria – Węgry            | 14.06.2016 | Stade Matmut-Atlantique, Bordeaux | Faza grupowa | 0:2   | 3            | 1               |
| Irlandia Północna – Niemcy | 21.06.2016 | Parc des Princes, Paryż           | Faza grupowa | 0:1   | 0            | 0               |

## Sędziowane mecze Mistrzostw Świata 2018
| Mecz                       | Data       | Miejsce                          | Runda        | Wynik | Żółta kartka | Czerwona kartka |
| -------------------------- | ---------- | -------------------------------- | ------------ | ----- | ------------ | --------------- |
| Urugwaj – Arabia Saudyjska | 20.06.2018 | Rostow Ariena, Rostów nad Donem  | Faza grupowa | 1:0   | 0            | 0               |
| Szwajcaria – Kostaryka     | 27.06.2018 | Stadion Striełka, Niżny Nowogród | Faza grupowa | 2:2   | 6            | 0               |

## Sędziowane mecze Mistrzostw Europy 2020
| Mecz               | Data       | Miejsce                  | Runda        | Wynik | Żółta kartka | Czerwona kartka |
| ------------------ | ---------- | ------------------------ | ------------ | ----- | ------------ | --------------- |
| Walia – Szwajcaria | 12.06.2021 | Stadion Olimpijski, Baku | Faza grupowa | 1:1   | 3            | 0               |
| Rosja – Dania      | 21.06.2021 | Parken, Kopenhaga        | Faza grupowa | 1:4   | 3            | 0               |

## Sędziowane mecze Mistrzostw Świata 2022
| Mecz                        | Data       | Miejsce                             | Runda        | Wynik | Żółta kartka | Czerwona kartka |
| --------------------------- | ---------- | ----------------------------------- | ------------ | ----- | ------------ | --------------- |
| Urugwaj – Korea Południowa  | 24.11.2022 | Education City Stadium, Al-Rajjan   | Faza grupowa | 0:0   | 2            | 0               |
| Ekwador – Senegal           | 29.11.2022 | Khalifa International Stadium, Doha | Faza grupowa | 1:2   | 1            | 0               |
| Brazylia – Korea Południowa | 5.12.2022  | Stadium 974, Doha                   | 1/8 finału   | 4:1   | 1            | 0               |

## Sędziowane mecze Mistrzostw Europy 2024
| Mecz             | Data       | Miejsce                          | Runda        | Wynik | Żółta kartka | Czerwona kartka |
| ---------------- | ---------- | -------------------------------- | ------------ | ----- | ------------ | --------------- |
| Niemcy – Szkocja | 14.06.2024 | Munich Football Arena, Monachium | Faza grupowa | 5:1   | 8            | 1               |